# Fußballwunder: Von Bern bis Berlin
Fußballwunder: Von Bern bis Berlin ist ein Dokumentarfilm des deutschen Regisseurs Manfred Oldenburg, der sich mit der Entwicklung der deutschen Fußballnationalmannschaft von der Nachkriegszeit bis zur Fußball-Europameisterschaft 2024 auseinandersetzt. Der Film wurde von Broadview Pictures produziert, Leopold Hoesch agiert als Produzent. Fußballwunder: Von Bern bis Berlin startete am 1. Juni 2024 auf MagentaTV.

## Inhalt
Fußballwunder: Von Bern bis Berlin untersucht den symbolischen Wert der deutschen Fußballnationalmannschaft und stellt die Rolle der Nationalelf als Repräsentanten Deutschlands im Ausland hervor. Neben fußballerischen Ereignissen, arbeitet der Film historische und politische Entwicklungen zwischen den 1950ern und 2020er Jahren auf, und zeigt, wie sich diese im Fußball widerspiegeln. Zu Wort kommen unter anderem Philipp Lahm, Béla Réthy, Karl-Heinz Rummenigge, Berti Vogts, Rudi Völler, Uwe Seeler, Ottmar Walter, Toni Schumacher, Célia Šašić, Gunter Gebauer und Almuth Schult.

## Produktion
Für die Produktion ist der mehrfach ausgezeichnete Produzent Leopold Hoesch verantwortlich. Der Film ist eine Produktion von Broadview Pictures mit Felix Gottschalk als Creative Producer. Die Regie übernahm Manfred Oldenburg, der in der Vergangenheit bereits mehrfach für seine Dokumentarfilme ausgezeichnet wurde.

## Veröffentlichung
Fußballwunder: Von Bern bis Berlin wurde am 1. Juni 2024 exklusiv auf MagentaTV veröffentlicht.